# Fuat Avni
Fuat Avni ou fuatavni (prononcé [fu'at av'ni]) est le pseudonyme d'un lanceur d'alerte turcophone anonyme, actif sur Twitter, où il compte 1 953 000 abonnés en septembre 2015. Qualifié de « phénomène Internet » en Turquie, ou de gorge profonde, il est à l'origine depuis mars 2014 de la diffusion régulière d'informations politiquement sensibles impliquant les autorités turques, en particulier leur action contre la liberté de la presse. Il est réputé avoir ou avoir eu un accès aux plus hautes sphères de la sécurité intérieure et de la direction du parti islamiste conservateur Parti de la justice et du développement (AKP) ainsi qu'à l'entourage très proche du président Recep Tayyip Erdoğan.

## Origine supposée
À ce jour aucun élément ne permet de définir l'identité, la localisation ou les motivations précises de Fuat Avni,. L'éventualité qu'il s'agisse de plusieurs personnes utilisant le pseudonyme est soulevée. Il s'exprime en turc et définit son activité comme une « analyse de l'actualité » （Haber Analiz).

## Informations diffusées
Début octobre 2015, Fuat Avni annonce que « Edorgan a donné l'ordre d'abattre un avion russe opérant en Syrie en clamant qu'il a violé l'espace aérien turc » avertissant la destruction d'un bombardier russe par la Turquie.

## Réactions
Il est considéré comme une figure à part entière de la vie politique turque et est qualifié dans la presse internationale de « gorge profonde »,, en référence à W. Mark Felt, ancien numéro 2 du FBI qui est la source principale des journalistes ayant médiatisé le scandale du Watergate.